# Villa del Río
Villa del Río is een gemeente in de Spaanse provincie Córdoba in de regio Andalusië met een oppervlakte van 22 km². Villa del Río telt 7.301 inwoners (1 januari 2016).

## Demografische ontwikkeling
Bron: INE, 1857-2011: volkstellingen